# Бабеево (Тверская область)
Бабеево — деревня в Кашинском городском округе Тверской области.

## География
Находится в юго-восточной части Тверской области на расстоянии приблизительно 15 км на восток-северо-восток по прямой от города Кашин.

## История
Деревня была показана ещё на карте 1825 года. В 1859 году здесь (тогда деревня Калязинского уезда) было учтено 9 дворов. До 2018 года входила в состав ныне упразднённого Фарафоновского сельского поселения.

## Население
Численность населения: 78 человек (1859 год), 1 (русские 100 %) в 2002 году, 0 в 2010.